# Brahmina ruida
Brahmina ruida är en skalbaggsart som beskrevs av Zhang och Wang 1997. Brahmina ruida ingår i släktet Brahmina och familjen Melolonthidae. Inga underarter finns listade.